# Aloísio de Abreu
Aloísio de Abreu é um ator, escritor, diretor brasileiro.

## Trabalhos na TV

### Como ator
- 2008 - Três Irmãs - Prefeito Nelson Santana[2]
- 2006 - Carga Pesada - Chico[3]
- 2005 - Quem Vai Ficar com Mário? - Beto[4]
- 2004 - Sítio do Pica-Pau Amarelo - Wilbert Adams
- 1998 - Dona Flor e Seus Dois Maridos - Alberto
- 1997 - Sai de Baixo - Detetive Meneuzes
- 1993 - Os Trapalhões - Elenco convidado
- 1991 - O Dono do Mundo - Valdir

### Como autor
- 2004/2007 - A Diarista - Autor (Série)[5]
- 2003 - A Diarista - Colaboração (Especial de Fim de Ano)
- 1996/2002 - Sai de Baixo[5]
- 1993 - Os Trapalhões

## No cinema

### Como ator
- 2006 - Canta Maria - Soldado de bigode[5]

### Como diretor
- 2002 - Intimidades II
- 1999 - Intimidades

## Teatro
- 2007 - Corações Encaixotados[6]
- 2006 - Primeiro de Abreu[1]
- 2002 - Intimidades II
- 1999 - Intimidades